# Baldoyle
Baldoyle (en irlandais : Baile Dúill) est une banlieue côtière du nord de Dublin. Il est situé dans la partie sud-est de la juridiction de Fingal, en Irlande, et s'est développé à partir d'un ancien village de pêcheurs.
Baldoyle est également une paroisse civile de la baronnie de Coolock dans le traditionnel comté de Dublin.

## Étymologie
Le nom de la banlieue dérive de baile qui signifie « ville » et de dubh-ghaill qui signifie « étranger aux cheveux sombres », nom donné par les Gaëls aux Danois pour les distinguer des Norvégiens ou « étrangers aux cheveux clairs » (finn-ghaill) qui se sont installés pour la première fois en Irlande en 841-842. Bien qu'il soit parfois rendu par « ville de Doyle » en référence au nom de personne Doyle qui dérive lui-même de dubh-ghaill, il n'y a aucune preuve de cet usage,,.

## Géographie
Baldoyle est principalement constitué de plaines côtières plates, la Mayne (rivière) passant sous la ligne de chemin de fer par un pont connu sous le nom d'« arches rouges » et traversant ses parties nord, avant d'arriver à la mer. Cette rivière reçoit le Grange Stream de Donaghmede et d'autres affluents, notamment le Seagrange Park Stream au sud et un petit affluent du domaine de Clongriffin à l'ouest. La Mayne a un passé d'inondations, tout comme certains de ses affluents. Un garçon s'est noyé en 1993 dans le Seagrange Park Stream, alors qu'il était en train d'être canalisé. Ce ruisseau s'écoulait autrefois vers le sud jusqu'à la mer à Kilbarrack Road, mais il a été détourné vers la Mayne.